# Georgius Choeroboscus
Georgius Choeroboscus ou Georges Choiroboscos (en grec ancien Γεώργιος Χοιροβοσκός) est un professeur et grammairien byzantin ayant vécu au IXe siècle. On a longtemps pensé qu'il avait vécu plus tôt, au VIe siècle, mais les allusions faites par Choeroboscus à des auteurs tardifs ont conduit les chercheurs à modifier les premières datations.
Il était diacre et archiviste ecclésiastique (χαρτοφύλαξ), et portait de plus le titre d'οἰκουμενικὸς διδάσκαλος. Plusieurs de ses travaux portant sur la grammaire du grec ancien nous sont parvenus ; il ne s'agit pas de traités à proprement parler, mais de matériel destiné à ses cours. 

## Période d'activité
On a longtemps pensé que Georgius Choeroboscus avait vécu plus tôt, au VIe siècle (pas avant, car il cite Jean Philopon, et Jean Charax qui cite lui-même Jean Philopon ; il cite aussi Étienne de Byzance). Mais dans ses Épimérismes sur les Psaumes, il cite également Clément l'Hymnographe, moine de Saint-Jean de Stoudios lié aux événements du second iconoclasme (815-843), et aussi André Peros, de la même époque. D'autre part, il connaît aussi les canons de Jean Damascène. De l'autre côté, il ne peut être postérieur au milieu du IXe siècle, car il est utilisé par l'Etymologicum genuinum et par un traité contemporain sur l'accentuation.

## Œuvres
Le texte le plus important de Choeroboscus est un très long commentaire aux Canones de Théodose d'Alexandrie, un traité sur les déclinaisons et les conjugaisons. Ce commentaire nous est parvenu sous deux formes : un texte intégral, et une série d'extraits sur l'accentuation regroupés sous le titre Peri tonôn (Sur les accents).
Choeroboscus a aussi consacré un commentaire à la Tekhnè grammatikè (Grammaire) attribuée à Denys le Grammairien ; il ne nous en reste que des fragments attribués à Héliodore, un autre grammairien dont on ignore à quelle date précisément il a vécu,. Choeroboscus a également commenté le Peri prosôidiôn, un supplément à la Tekhnè grammatikè. Ces remarques nous sont parvenues sous le titre Peri prosôidias, sous deux formes : le texte de Choeroboscus lui-même et une version réécrite et augmentée par un érudit nommé Porphyre, inconnu par ailleurs,.
Choeroboscus avait également écrit un cours Peri orthographias (Sur l'orthographe), que nous connaissons par un épitomé (un résumé) prenant la forme d'une liste de mots difficiles accompagnés d'explications sur leur orthographe, et par un extrait du texte proprement dit titré Peri posotètos (Sur la quantité) portant sur la quantité syllabique.
Parmi les autres textes connus de Choeroboscus, nous possédons un commentaire sur l’Enkheiridion (le Manuel) d'Héphestion d'Alexandrie, sur la métrique grecque, ainsi que des notes de grammaire et d'histoire religieuse portant sur les Psaumes. Les travaux de Choeroboscus constituent aussi l'une des sources d'un traité byzantin Peri pneumatôn (Sur les aspirations). Plusieurs autres textes sont attribués à Choeroboscus mais ne sont peut-être pas de lui : les Epimerismi homerici (des notes grammaticales sur les poèmes homériques) et un traité Peri tropôn poiètikôn (Sur les figures de style de la langue des poètes).

### Éditions des œuvres de Georgius Choeroboscus
- Grammatici Graeci, Leipzig, 1867-1910. Réimprimé chez Hildesheim, 1965.

### Études savantes
- (en) Eleanor Dickey, Ancient Greek Scholarship, American Philological Association, New York, Oxford University Press, 2007, p. 80-81.
- (en) Robert A. Kaster, Guardians of Language : The Grammarian and Society in Late Antiquity, Berkeley, 1997.
- S. Ronchey, Crise et continuité à Byzance. Georges Choiroboskos, Jean Arklas: deux auteurs de l’époque iconoclaste dans le prologue de l’Exegesis in canonem iambicum d’Eustathe de Thessalonique, in The 17th International Byzantine Congress. Abstracts, Dumbarton Oaks/Georgetown University, Washington, D.C., August 3-8 1986, New Rochelle (N.Y.), Aristide D. Caratzas, 1986, pp. 297-298